# EA Sports FC 25
EA Sports FC 25, noto anche come FC 25, è un videogioco di calcio sviluppato e pubblicato da Electronic Arts. Questo titolo è il secondo capitolo della serie EA Sports FC e il 32º della lunga tradizione dei giochi di simulazione calcistica di EA Sports. Il gioco è stato pubblicato il 27 settembre 2024.
Il gioco è disponibile su diverse piattaforme, tra cui Nintendo Switch, PlayStation 4, PlayStation 5, Microsoft Windows, Xbox One e Xbox Series X/S.
Questa edizione del gioco introduce diverse funzionalità innovative per migliorare il gameplay e il coinvolgimento dei giocatori, come indicato dagli sviluppatori di EA.
La copertina della Ultimate Edition presenta i calciatori Gianluigi Buffon, Aitana Bonmatí, Jude Bellingham, Zinedine Zidane e David Beckham circondati dai trofei conquistati durante le loro carriere, simboleggiando il loro successo. La copertina della Standard Edition presenta invece il solo Bellingham.
È stato annunciato il 18 luglio 2024 direttamente sul canale YouTube di EA Sports.
EA Sports FC 25 è stato il titolo videoludico più venduto in Europa nel 2024. Tuttavia, Electronic Arts ha rivelato che le vendite complessive del gioco sono state inferiori alle aspettative aziendali.

## Telecronisti
Per la 2ª edizione di EA Sports FC, i telecronisti in italiano sono Pierluigi Pardo e Daniele Adani, che sono scaricabili tramite un download.

## Caratteristiche

### Licenze
La maggior parte dei club presenti in FC 24 è inclusa anche in FC 25. In seguito ad accordi in esclusiva con Konami, EA ha perso la licenza per il club Inter e Milan e non saranno incluse neanche Lazio e Atalanta, le quali erano già in esclusiva dello sviluppatore giapponese e che quindi non saranno presenti neppure in quest'edizione del gioco.
In compenso hanno fatto ritorno i club di Serie A Roma (inclusa per la prima volta anche la squadra femminile) e Napoli, rispettivamente dopo quattro e due anni dalla loro ultima apparizione in FIFA 20 e FIFA 22.
Anche l'Olympiacos, campione dell'UEFA Europa Conference League 2023-2024, farà il suo ritorno dopo la sua ultima apparizione in FIFA 22. Infine, per la prima volta nella storia del gioco, compare il Qarabag, squadra dell'Azerbaijan.

### Ultimate Team
In vista del lancio, EA Sports ha annunciato i membri di un set di lancio di Eroi per Football Ultimate Team, che include carte speciali per calciatori ritirati o che rappresentano momenti significativi. Queste carte, caratterizzate da stili artistici in fumetto creati da Marvel, sono associate a una lega specifica per scopi di chimica di squadra. Tutti i nuovi Eroi sono stati presentati ad eccezione di Yaya Touré, già presente anche in FC 24.
Le Icone torneranno anch'esse in Ultimate Team e saranno associate esclusivamente alle loro nazioni per scopi di chimica. Sono state introdotte nuove Icone, la cui lista è ancora in fase di test e conferma.

### Nuove funzionalità
- FC IQ: questo rinnovamento completo del sistema tattico permette ai giocatori di influenzare in modo più efficace le strategie della squadra. Include tattiche modernizzate e un'intelligenza artificiale più avanzata per i compagni di squadra, rendendo l'esperienza di gioco più dinamica. I giocatori possono ora emulare le tattiche dei famosi allenatori e adattare le formazioni in modo fluido durante le partite.[17]

- Ruoli dei Giocatori: la nuova funzionalità dei ruoli distinti per i giocatori migliora l'inserimento nelle strategie di squadra. Questo sistema garantisce che i giocatori siano utilizzati in modo ottimale secondo i loro punti di forza, rendendo la composizione della squadra più cruciale che mai.[18][19]

- Stili di Gioco dei Portieri: nuove meccaniche di gioco sono state aggiunte per i portieri, offrendo maggiore profondità alla posizione e permettendo stili di gioco più vari.[20][21]

- Modalità Rush 5v5: una nuova modalità 5v5 consente ai giocatori di unirsi agli amici per un'esperienza competitiva rinnovata. Questa modalità aggiunge un nuovo elemento al gioco, permettendo partite più dinamiche e coinvolgenti.[22][23]

## Competizioni e squadre di club presenti

### Tornei internazionali

#### Maschili
- Coppa Libertadores
- Coppa Sudamericana
- Recopa Sudamericana
- UEFA Champions League
- UEFA Europa League
- UEFA Conference League
- Supercoppa UEFA

#### Femminili
- UEFA Women's Champions League

### Divisioni calcistiche

#### Maschili
- Saudi Pro League
- A-League Men
- Super League
- K League 1
- Indian Super League
- Major League Soccer
- Primera División
- Bundesliga
- 2. Bundesliga
- 3. Liga
- Premier League
- Football League Championship
- Football League One
- Football League Two
- Fußball-Bundesliga
- Pro League
- Superligaen
- Scottish Premiership
- LaLiga EA Sports
- LaLiga 2
- Ligue 1
- Ligue 2
- Premier Division
- Serie A Enilive[24]
- Serie BKT
- Eredivisie
- Eliteserien
- Ekstraklasa
- Primeira Liga
- Liga I
- Allsvenskan
- Super League
- Süper Lig

#### Femminili
- National Women's Soccer League
- Frauen-Bundesliga
- Women's Super League
- Liga F
- Première Ligue

### Resto del mondo e squadre speciali
- Al-Ain
- MLS All Stars
- Qarabağ
- APOEL
- Dinamo Zagabria
- Hajduk Spalato
- HJK
- AEK Atene
- Olympiakos
- PAOK
- Panathīnaïkos
- Ferencvárosi
- Slavia Praga
- Sparta Praga
- Viktoria Plzeň
- Šachtar Donec'k
- Dinamo Kiev
- Universidad Católica
- Soccer Aid World XI

Le competizioni già apparse nelle precedenti edizioni, tra cui la UEFA Champions League, la UEFA Women's Champions League, la UEFA Europa League e la UEFA Conference League, sono presenti in FC 25. Tuttavia, non sono previste nuove leghe per questo titolo.

### Carriera Allenatore
La carriera allenatore di FC 25 è una modalità che permette di usare una squadra reale o una creata per fare acquisti e cessioni.